# Рио 2
«Ри́о 2» (англ. Rio 2) — американский полнометражный анимационный музыкальный фильм, премьера которого состоялась 20 марта 2014 года. Совместное производство анимационной студии Blue Sky Studios и кино-объединения 20th Century Fox Animation. Режиссёр — Карлус Салданья. В оригинальной версии главных героев озвучили Джесси Айзенберг и Энн Хэтэуэй. Фильм снят с возможностью просмотра в стереоскопическом формате 3D.

## Сюжет
Спустя три года после событий первого фильма, жители Рио-де-Жанейро отмечают Новый год. Во время праздничных танцев Голубчик и Жемчужинка видят тукана Рафаэля, который должен был присматривать за их детьми. Он говорит, что попросил Луиса подменить его, пока он танцует с Евой, но тот не сдержал обещания и оставил их с Тайни. Супруги возвращаются к детям, где те собрались запустить Тайни на фейерверках. Голубчик объясняет, что они единственные представители своего вида и им нельзя подвергаться опасности. Но внезапно у него начинает гореть хвост. Стараясь его потушить, он случайно запускает фейерверки и, едва успев освободить Тайни, сам оказывается привязанным к одному из них. Упав на статую Христа-Искупителя, попугай вместе со своей семьей начинает смотреть на салют.
В это же время Тулио и Линда проводят экспедицию на Амазонке, где находят перо голубого ары, что подтвердило то, что семья Голубчика не является единственным представителем данного вида.
Голубчик, Жемчужинка и трое их детей — Карла, Умничка и Тьяго — проживают в заповеднике. Жемчужинка говорит мужу о том, что дети очень сильно зависят от человеческой цивилизации и должны хоть раз почувствовать себя «настоящими дикими птицами». В этот момент по телевизору идут новости, в которых сообщается о том, что на территории Амазонки обнаружено доказательство существования других голубых ар. Жемчужинка считает, что поездка к родственникам на Амазонку будет отличной возможностью показать детям мир. Голубчик неохотно соглашается на это предложение. Семья вместе с Рафаэлем, Педро и Нико отправляется в путь. Во время полёта они прибывают на рынок в Манаусе, где находится Найджел, который работает там птицей-предсказателем. Он, увидев заклятого врага, устраивает погром на рынке, освободив при этом ядовитую лягушку Габи, влюблённую в него, и немого муравьеда Чарли. Голубчик и Жемчужинка с детьми решили дальше добираться на пароме. Ночью Найджел хотел убить Голубчика, но Чарли случайно включил сигнализацию и разбудил всех спящих, тем самым сорвав его план. Попугаи успешно добрались до Амазонки, где Жемчужинка встретила своего отца Эдуардо, вожака племени, и друга детства — Роберто.
На следующий день Эдуардо учит Голубчика выживанию в дикой среде. Во время тренировки они узнают, что люди хотят вырубить все деревья в Амазонии. Старый вожак шокирован тем, что зять связан с человеческим миром, и перестаёт хорошо к нему относиться.
Линда и Тулио увидели лесоруба, который спиливал деревья в лесу, и попытались остановить его, но он с друзьями поймал их и привязал к дереву.
Зная, что Жемчужинке очень нравятся плоды бразильского ореха, Голубчик решил найти их, но во время поисков случайно оказался на территории недружелюбных красных ар под предводительством Фелипе, которые вызвали своих противников на футбольный поединок за право обладать всей ореховой рощей. В качестве командира команды голубых ар выступил Эдуардо. Во время игры Голубчик случайно забил гол своим, из-за чего те проиграли свою часть территории, а тесть очень обозлился на него.
Голубчик прилетает к лагерю Тулио и Линды, чтоб проститься с ними, однако не находит. На него нападает Роберто, посчитав «предателем», но на них наезжает бульдозер. Голубчик едва спасает знакомца и посылает его рассказать обо всём Эдуардо. Чуть позже он находит чету Монтейро и освобождает их.
Тулио и Линда, вместе с голубыми ара, стараются остановить вырубку леса. На этот раз к ним присоединяются и красные ара, после чего они вместе нападают на лесорубов. Голубчик вытаскивает динамит из дерева, но внезапно на него нападает Найджел. Габи запускает дротик с ядом в Голубчика, однако случайно попадает в собственного возлюбленного. Тот думает, что умирает, хотя Умничка доказывает, что Габи не относится к ядовитым древолазам. Счастливая лягушка заключает Найджела в объятия, мешая ему расправиться с врагом.
Мультфильм заканчивается большой вечеринкой, которой Луис наконец-то прибывает в Амазонию как раз к выступлению шоу «Amazon Untamed», подвезя его автостопом, и Чарли, по всей видимости, искупил свою вину и присоединился к птичьей компании. Голубчик и Жемчужинка радуются, узнав, что они и их семья всегда будут вместе благодаря его дружбе с Жемчужинкой.

## Роли озвучивали
| Роль         | Актёр (актриса)  |
| Животные     | Животные         |
| ------------ | ---------------- |
| Голубчик     | Джесси Айзенберг |
| Жемчужинка   | Энн Хэтэуэй      |
| Карла        | Рейчел Кроу      |
| Умничка      | Амандла Стенберг |
| Тьяго        | Пирс Ганьон      |
| Найджел      | Джемейн Клемент  |
| Рафаэль      | Джордж Лопес     |
| Педро        | Will.I.Am        |
| Нико         | Джейми Фокс      |
| Луиз         | Трейси Морган    |
| Ева          | Бебел Жилберту   |
| Габи         | Кристин Ченовет  |
| Эдуардо      | Энди Гарсиа      |
| Мими         | Рита Морено      |
| Роберто      | Бруно Марс       |
| Тайни        | Кейт Микуччи     |
| Люди         |                  |
| Линда        | Лесли Манн       |
| Тулио        | Родриго Санторо  |
| Фернандо     | Джейк Т. Остин   |
| Большой босс | Мигель Феррер    |
| доктор Монэ  | Жанель Монэ      |